# Iōjima (Kagoshima)
Iōjima (硫黄島), auch bekannt als Kikaigashima (鬼界ヶ島), ist eine Vulkaninsel der japanischen Ōsumi-Inseln in der Präfektur Kagoshima.

## Geographie
Iōjima hat eine Fläche von 11,65 km² bei einem Umfang von 19,1 km. Die Länge in Ost-West-Richtung beträgt 6 km und die Breite in Nord-Ost-Richtung 3 km. Die höchste Erhebung bildet der aktive Vulkan Iōdake im Osten der Insel und erreicht 703,7 m. Im Südwesten der Insel liegt das Dorf Mishima.
Im Jahr 2020 betrug die Einwohnerzahl 139 und war damit leicht rückläufig gegenüber 149 Einwohnern im Jahr 1995.
| Jahr          | 1995 | 2000 | 2005 | 2010 | 2015 | 2020 |
| ------------- | ---- | ---- | ---- | ---- | ---- | ---- |
| Einwohnerzahl | 149  | 150  | 140  | 127  | 130  | 139  |

## Kultur
Ein Shintō-Schrein auf der Insel ist der Kumano-Schrein (熊野神社). An diesem wird jährlich am 1. und 2. August des Mondkalenders der Hassaku-Taiko-Tanz (八朔太鼓踊り) aufgeführt.

## Verkehr
Ein Hafen befindet sich auf der Südwestseite der Insel. Im Westen der Insel liegt zudem ein Flugplatz, der Flüge von und nach Kagoshima anbietet.